# Казе Кампанари (Парма)
Казе Кампанари је насеље у Италији у округу Парма, региону Емилија-Ромања.
Према процени из 2011. у насељу је живело 31 становника. Насеље се налази на надморској висини од 493 м.